# Hoplocerambyx cicatricatus
Hoplocerambyx cicatricatus là một loài bọ cánh cứng trong họ Cerambycidae.